# Jonathan Edwards den yngre
Jonathan Edwards den yngre, född den 26 maj 1745 i Northampton, Massachusetts, död den 1 augusti 1801, var en amerikansk teolog. Han var son till Jonathan Edwards den äldre.
Edwards hade ett levnadslopp, som förunderligt liknade faderns, i det att han 1795 av samma skäl som denne nödgades lämna sin församling (i Whitehaven, där han verkat sedan 1769), därefter tillbragte några år i sträng avskildhet och avled kort efter det han tillträtt föreståndarbefattningen vid Union College i Schenectady i staten New York. Han utgav och tolkade flera av faderns skrifter, utgav 1797 självständigt A dissertation concerning liberty and necessity och gjorde sig känd även som skicklig indianfilolog. Hans samlade skrifter utgavs (2 band, 1842) av hans sonson, teologen Tryon Edwards.